# الفيزياء الفلكية بإيجاز
الفيزياء الفلكية بإيجاز هو كتاب أدبيات علمية لنيل ديجراس تايسون، والذي يتمحور حول عدد من الأسئلة الأساسية عن الكون. نُشر الكتاب في 2 مايو 2017 من خلال شركة و. و. نورتون. الكتاب عبارة عن مجموعة من مقالات تايسون والتي ظهرت في مجلة التاريخ الطبيعي في أوقات مختلفة من 1997 إلى 2007.
يتناول الكتاب بعض الأسئلة المحورية مثل: ما هي طبيعة المكان والزمان؟ كيف ننسجم داخل الكون؟ وكيف ينسجم الكون داخلنا؟ إلا أنه في عالم اليوم السريع قليل منا يجد الوقت للتفكير في الكون. لذا يحضر تايسون الكون إلينا على الأرض بوضوح وبسهولة في فصول بسيطة يمكن الغوص خلالها في أي وقت من ليل أو نهار في اليوم المزدحم، ومن هنا أتى اسم الكتاب الأساسي باللغة الإنجليزية Astrophysics for people in a hurry والذي يُترجم حرفيا على أنه «الفيزياء الفلكية للناس الذين في عجلة من أمرهم». يتناول الكتاب الموضوعات الأساسية الشيقة من نظرية الانفجار العظيم إلى الثقوب السوداء إلى الكوارك إلى ميكانيكا الكم، ومن البحث عن الكواكب إلى البحث عن الحياة في الكون.
ظهر الكتاب في قائمة نيويورك لأكثر الكتب غير الخيالية مبيعا عندما ظهر لأول مرة في مايو 2017. بيع من الكتاب 48,416 نسخة في أول أسبوع، مما جعله ثان أكثر الكتب مبيعا في كل الولايات المتحدة في هذا الأسبوع (بعد رواية الأطفال الخيالية النبوءة السوداء). بعد ذلك بسنة، ظل الكتاب في الكتب الخمس الأوائل وبيع منه مليون نسخة أخرى.

## الاستقبال
في مراجعات كيركوس، مدح المراجع تايسون بأنه "خفيف الروح وواقعي" وقال بأن الكتاب "يُظهر من جديد مهارات تايسون المبهرة في شرح المفاهيم العلمية المعقدة بطريقة واضحة وأسلوب سلس. ترشح تايسون لجائزة غرامي لأفضل ألبوم كلمات.